# Лебия синеголовая
Лебия синеголовая (лат. Lebia cyanocephala) — палеарктический вид жуков из подсемейства харпалин (Harpalinae) семейства жужелиц (Carabidae).

## Вешний вид и строение
Длина тела жуков 6—8 мм. Надкрылья и голова чёрные, с синеватым или синевато-зелёным отливом. Переднеспинка и конечности, кроме вершины бёдер и лапок, а также 1-й членик усиков рыжеватые. Переднеспинка небольшая, сердцевидной формы. Надкрылья плоские и короткие, усечены сверху и расширены снизу. Испещрены редкими точками и короткими волосками.

## Распространение
Встречается от Северо-Западной Африки и Западной Европы до Западной Сибири и Китая. На севере ареала очень редок.

## Экология
Обитает на открытых лугах на сухих, песчаных или щебнистых почвах. Их обычно встречают на кустиках сложноцветных. Размножаются весной, зимуют взрослые жуки. Имаго являются хищниками. Личинки эктопаразиты куколок жуков-листоедов. В Англии они паразитируют на куколках листоеда зверобойного.